# 国家旅游风景道
国家旅游风景道是中华人民共和国以国家等级交通线网为基础实施的旅游廊道工程，与美国国家步道系统类似，目前，全国共布局国家旅游风景道25条。

## 历史
2016年8月，国家发改委与国家旅游局联合印发的《全国生态旅游发展规划（2016-2025年）》，首次提出“国家风景道”的概念，2016年12月，中国国务院发布《“十三五”旅游业发展规划》，明确提出重点建设25条国家旅游风景道。

## 列表
| 序号 | 步道名称           | 线路                                                                          | 地区     |
| ---- | ------------------ | ----------------------------------------------------------------------------- | -------- |
| 1    | 川藏公路风景道     | 四川成都、雅安、康定、巴塘—西藏林芝、拉萨                                     | 西南地区 |
| 2    | 大巴山风景道       | 陕西西安、安康—四川达州、广安—重庆                                            | 西南地区 |
| 3    | 大别山风景道       | 湖北大悟、红安、麻城、罗田、英山—安徽岳西、霍山、六安                         | 华中地区 |
| 4    | 大兴安岭风景道     | 内蒙古阿尔山、呼伦贝尔—黑龙江加格达奇、漠河                                   | 东北地区 |
| 5    | 大运河风景道       | 浙江宁波、绍兴、杭州、湖州、嘉兴—江苏苏州、无锡、常州、镇江、扬州、淮安、宿迁 | 华东地区 |
| 6    | 滇川风景道         | 云南楚雄—四川攀枝花、凉山、雅安、乐山                                         | 西南地区 |
| 7    | 滇桂粤边海风景道   | 云南富宁—广西靖西、崇左、钦州、北海—广东湛江                                  | 西南地区 |
| 8    | 东北边境风景道     | 辽宁丹东—吉林集安、长白山、延吉、珲春—黑龙江绥芬河                            | 东北地区 |
| 9    | 东北林海雪原风景道 | 吉林省吉林市、敦化—黑龙江牡丹江、鸡西                                         | 东北地区 |
| 10   | 东南沿海风景道     | 浙江杭州、宁波、台州、温州—福建福州、厦门—广东汕头、深圳、湛江—广西北海       | 东南地区 |
| 11   | 海南环岛风景道     | 海南海口—东方—三亚—琼海—海口                                                  | 华南地区 |
| 12   | 贺兰山六盘山风景道 | 宁夏贺兰山、沙坡头、六盘山，内蒙古月亮湖                                      | 西北地区 |
| 13   | 华东世界遗产风景道 | 安徽九华山、黄山—浙江开化钱江源、江郎山—江西上饶—福建武夷山、屏南白水洋       | 华东地区 |
| 14   | 黄土高原风景道     | 内蒙古鄂尔多斯—陕西榆林、延安、铜川、西安                                     | 西北地区 |
| 15   | 罗霄山南岭风景道   | 湖南株洲—江西井冈山、赣州—广东韶关                                            | 华中地区 |
| 16   | 内蒙古东部风景道   | 内蒙古阿尔山—呼伦贝尔                                                         | 西北地区 |
| 17   | 祁连山风景道       | 青海门源、祁连—甘肃民乐、张掖                                                 | 西北地区 |
| 18   | 青海三江源风景道   | 青海西宁、海北、海南、果洛、玉树                                              | 西北地区 |
| 19   | 太行山风景道       | 河北石家庄、邢台、邯郸—河南安阳、新乡、焦作—山西晋城、长治                    | 华北地区 |
| 20   | 天山世界遗产风景道 | 新疆霍城、巩留、新源、特克斯、和静                                            | 西北地区 |
| 21   | 乌江风景道         | 重庆武隆、彭水、酉阳—贵州遵义、贵阳、铜仁                                     | 西南地区 |
| 22   | 西江风景道         | 贵州兴义—广西百色、柳州、荔浦、梧州—广东封开、德庆、肇庆                      | 西南地区 |
| 23   | 香格里拉风景道     | 云南丽江、迪庆—四川稻城—西藏昌都                                              | 西南地区 |
| 24   | 武陵山风景道       | 湖北神农架、恩施—湖南湘西—贵州铜仁、遵义、黔东南                              | 西南地区 |
| 25   | 长江三峡风景道     | 重庆长寿—湖北神农架、宜昌                                                     | 西南地区 |